# Șipotele
Șipotele – wieś w Rumunii, w okręgu Konstanca, w gminie Deleni. W 2011 roku liczyła 566 mieszkańców.